# Парасолька в цирку
«Парасолька в цирку» (рос. Парасолька в цирке) — радянський анімаційний фільм 1980 року Творчого об'єднання художньої мультиплікації студії Київнаукфільм, режисер — Володимир Дахно.

## Сюжет
Головний персонаж, Парасолька, працює "підмітайлом" у цирку-шапіто. Під час переїзду цирку до іншого міста артисти (силач, жонглер і фокусник) відстали по дорозі; Парасольці на виставі довелося замінити всіх трьох - і несподівано відкрити в собі талант клоуна. Шостий, заключний мультфільм серії.

## Над фільмом працювали
- Автор сценарію: Михайло Татарський;
- Режисер: Володимир Дахно;
- Художник-постановник: Іван Будз;
- Оператор: Анатолій Гаврилов;
- Композитор: Ігор Поклад;
- Звукооператор: Віктор Груздєв;
- Художники-мультиплікатори: Костянтин Чикін, Михайло Титов, Я. Селезньова, Володимир Врублевський, Ніна Чурилова, Адольф Педан;
- Редактор: Л. Пригода;
- Директор картини: Іван Мазепа.